# Рада Союзу Верховної Ради СРСР
| Голови Ради Союзу Верховної Ради СРСР | Голови Ради Союзу Верховної Ради СРСР |
| Голова                                | Роки                                  |
| ------------------------------------- | ------------------------------------- |
| Андреєв Андрій Андрійович             | 1938–1946                             |
| Жданов Андрій Олександрович           | 1946–1947                             |
| Парфенов Іван Андрійович              | 1947–1950                             |
| Яснов Михайло Олексійович             | 1950–1954                             |
| Волков Олександр Петрович             | 1954–1956                             |
| Лобанов Павло Павлович                | 1956–1962                             |
| Спиридонов Іван Васильович            | 1962–1970                             |
| Шитиков Олексій Павлович              | 1970–1984                             |
| Толкунов Лев Миколайович              | 1984–1988                             |
| Христораднов Юрій Миколайович         | 1988–1989                             |
| Примаков Євген Максимович             | 1989–1990                             |
| Лаптєв Іван Дмитрович                 | 1990–1991                             |
| Лубенченко Костянтин Дмитрович        | 1991–1991                             |

Рада Союзу Верховної Ради СРСР — перша за згадуванням у радянських конституціях 1936-го та 1977-го років палата Верховної Ради СРСР у 1936–1991 роках, друга її палата 1991 року.
Обиралась на 4 роки виборцями віком понад 18 років за принципом 1 депутат на 300 000 населення; з 1970 року визначена кількість депутатів — 767, і відповідно до цього, змінюється кількість представництва населення. Рада Союзу збиралася окремо або спільно з Радою Національностей Верховної Ради СРСР, з якою утворює Верховну Раду. Щороку відбувалися дві короткі сесії; мала кільканадцять постійних комісій.